# Leptotarsus (Longurio) mosselensis
Leptotarsus (Longurio) mosselensis is een tweevleugelige uit de familie langpootmuggen (Tipulidae). De soort komt voor in het Afrotropisch gebied.